# Wok

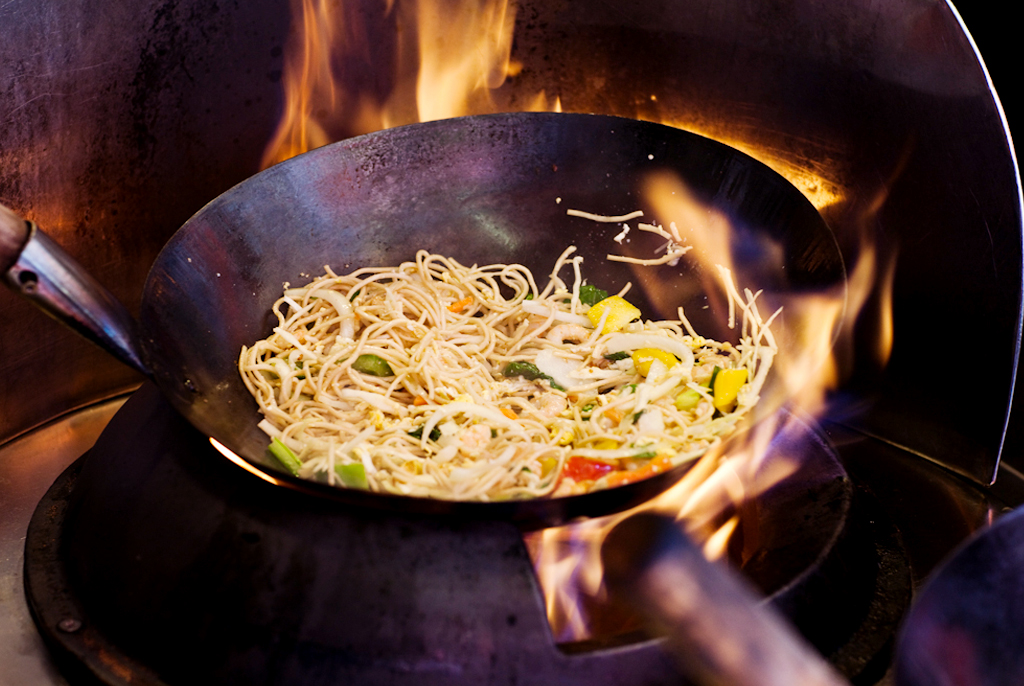
Cuinant en un wok a l'estil Stir Frying

El wok (xinès tradicional: 镬; xinès simplificat: 镬; Hanyu pinyin: Guo (en mandarí),  wok  (en cantonès)) és una espècie de paella emprada a l'Est d'Àsia i sud-est asiàtic.
El caràcter xinès 镬 és idèntic a 锅 d'acord amb les investigacions lingüístiques realitzades. Es tracta d'una mena de paella rodona i és característica per ser bombada en el fons, la grandària mitjana sol ser d'un diàmetre de 30 cm (o més). Sol estar feta d'acer, ferro colat i fins i tot hi ha exemplars d'alumini.

## Història
Les primeres representacions possibles de woks a la Xina van aparèixer a la dinastia Han (c. 202 aC - 220 dC). Aquests "woks" estaven fets d'argila i només s'utilitzaven per assecar grans. Tanmateix, els recipients d'argila a la Xina també s'han utilitzat per cuinar aliments des de períodes prehistòrics fins als temps actuals.
Alguns investigadors creuen que els woks metàl·lics només van començar a aparèixer a la Xina durant la dinastia Ming (1368 - 1644), on es van utilitzar per primer cop per sofregir. No obstant això, hi ha evidències que indiquen que els woks o olles metàl·liques similars juntament amb la tècnica del sofregit ja van aparèixer durant la dinastia Song (960–1279) o períodes anteriors. El terme xinès 鑊 ja s'utilitzava per referir-se als estris de cuina metàl·lics als Ritus de Zhou (周禮) que es remunten a aquesta dinastia (c.1046 aC – 256 aC). Normalment, es referien a olles o calderes rodones de bronze sense potes. També hi va haver variants de ferro fetes en períodes posteriors que a poc a poc van compartir més similituds amb els woks moderns.
Altres investigacions consideren que el wok pot haver-se originat a partir del karahi i del kuali del sud-est asiàtic, però, aquesta conjectura és probable que sigui falsa a causa d'un malentès i un mal ús de la llengua xinesa. Les paraules xineses que indiquen estris de cuina per sofregir són "鑊" (huò o wok) i "炒鍋" (Chǎo Guo), no "𡆇" (mǒu). Són paraules diferents i les seves pronunciacions tant en mandarí com en cantonès són diferents de les paraules estrangeres "Kuali" i "Karahi".[18][19

## Usos
Aquesta paella es fa servir per cuinar els aliments a l'estil stir frying mitjançant un moviment constant denominat en la cuina xinesa (Cuina cantonesa) com " wok Hei  "(es tracta d'una habilitat per extreure el txi del wok, d'aquesta manera els aliments mantenen el seu sabor i la seva olor intactes). A banda de saltar aliments, el wok també es pot fer servir per a fregir o cuinar al vapor en posar el vaporitzador sobre una cistella de bambú (o mushiki).
El principal avantatge del wok, a part dels materials que emprats en la fabricació, és la part còncava formada a l'interior. Aquesta forma proporciona una petita regió de calor intensa al fons del wok amb una quantitat relativament petita de combustible. La forma permet, a més, remenar els aliments en diferents parts de la paella sense que hi hagi perill que es bolqui o vessi. Les parets corbades faciliten que no s'hi enganxi cap aliment; si s'hi enganxa res, la temperatura és prou inferior a la del fons i, per tant, no es crema (la qual cosa alteraria de sabors).

## Ocupació
- El wok ha de ser usat molt calent i amb una flama alta.
- Cal preescalfar durant un minut.
- Per Stir Frying es fa servir un mínim d'oli.
- Quan s'afegeixen els ingredients cal remenar constantment ( Stir Frying ).
- Un cop fet servir el wok es renta només amb aigua calenta i una brotxa de bambú.
- Per guardar s'ha d'assecar i protegir amb una capa d'oli per evitar l'oxidació.
- La primera vegada que es fa servir un wok nou és necessari "curar-lo", per crear una capa protectora. La cura es fa posant el wok amb oli al foc perquè es cremi i s'adhereixi a la seva superfície.